# Winter X Games XXV
Navigation
Édition précédente Édition suivante
Les Winter X Games XXV (en français : 25e édition des Jeux extrêmes hivernaux) est une compétition sportive annuelle de ski et de snowboard freestyle des X Games, qui s'est déroulée du 29 au 31 janvier 2021 à Aspen, dans l'État du Colorado, aux États-Unis.
En raison de la pandémie de Covid-19, les compétitions sont à huis clos, sans aucun spectateurs,.

## Palmarès

### Ski
| Épreuves            | Or               | Argent           | Bronze         |
| ------------------- | ---------------- | ---------------- | -------------- |
| Hommes — Big Air    | Andri Ragettli   | Antoine Adelisse | Alex Hall      |
| Hommes — Slopestyle | Nick Goepper     | Ferdinand Dahl   | Evan McEachran |
| Hommes — Super Pipe | Nico Porteous    | Aaron Blunck     | Birk Irving    |
| Femmes — Big Air    | Mathilde Gremaud | Megan Oldham     | Gu Ailing      |
| Femmes — Slopestyle | Gu Ailing        | Isabel Atkin     | Megan Oldham   |
| Femmes — Super Pipe | Gu Ailing        | Cassie Sharpe    | Rachael Karker |
| Knuckle Huck        | Henrik Harlaut   | N/A              | N/A            |

### Snowboard
| Épreuves            | Or               | Argent               | Bronze               |
| ------------------- | ---------------- | -------------------- | -------------------- |
| Hommes — Big Air    | Marcus Kleveland | Sven Thorgren        | Mons Røisland        |
| Hommes — Slopestyle | Dusty Henricksen | Mons Røisland        | Rene Rinnekangas     |
| Hommes — Super Pipe | Yuto Totsuka     | Scotty James         | Ruka Hirano          |
| Femmes — Big Air    | Jamie Anderson   | Miyabi Onitsuka      | Zoi Sadowski-Synnott |
| Femmes — Slopestyle | Jamie Anderson   | Zoi Sadowski-Synnott | Laurie Blouin        |
| Femmes — Super Pipe | Chloe Kim        | Maddie Mastro        | Haruna Matsumoto     |
| Knuckle Huck        | Dusty Henricksen | N/A                  | N/A                  |

## Tableau des médailles
| Rang               | Nation             | Or | Argent | Bronze | Total |
| ------------------ | ------------------ | -- | ------ | ------ | ----- |
| 1                  | États-Unis         | 6  | 2      | 2      | 10    |
| 2                  | Chine              | 2  | 0      | 1      | 3     |
| 3                  | Suisse             | 2  | 0      | 0      | 2     |
| 4                  | Norvège            | 1  | 2      | 1      | 4     |
| 5                  | Japon              | 1  | 1      | 2      | 4     |
| 6                  | Nouvelle-Zélande   | 1  | 1      | 1      | 3     |
| 7                  | Suède              | 1  | 1      | 0      | 2     |
| 8                  | Canada             | 0  | 2      | 4      | 6     |
| 9                  | Australie          | 0  | 1      | 0      | 1     |
| 9                  | France             | 0  | 1      | 0      | 1     |
| 9                  | Grande-Bretagne    | 0  | 1      | 0      | 1     |
| 12                 | Finlande           | 0  | 0      | 1      | 1     |
| Total (12 nations) | Total (12 nations) | 14 | 12     | 12     | 38    |

## Autres

### «Real Ski»
En complément de la compétition réelle disputée en janvier 2021, une compétition virtuelle s'est également déroulée entre les différents athlètes freestyle, avec la réalisation de vidéos, tournées dans des lieux publics et des paysages naturels, tels snowparks, rues et stations de montagnes.
| Épreuves         | Or        | Argent      | Bronze      |
| ---------------- | --------- | ----------- | ----------- |
| Real Ski Contest | Alex Hall | Alex Hackel | Tanner Hall |